# 兰屿红厚壳
兰屿红厚壳（学名：Calophyllum blancoi），又名兰屿胡桐，为金丝桃科红厚壳属的植物。分布于菲律宾、台湾、加里曼丹等地。

## 异名
- Calophyllum changii N. Robson